# Tripsakum
Tripsakum (lat. Tripsacum), rod trajnica iz Sjeverne i Južne Amerike, dio podtribusa Tripsacinae.
Postoji 14 priznatih vrsta, a poznatija je korisna trajnica – gama trava – T. dactyloides

## Vrste
1. Tripsacum andersonii J.R.Gray
2. Tripsacum australe Cutler & E.S.Anderson
3. Tripsacum bravum J.R.Gray
4. Tripsacum cundinamarcae De Wet & Timothy
5. Tripsacum dactyloides (L.) L.
6. Tripsacum floridanum Porter ex Vasey
7. Tripsacum intermedium De Wet & J.R.Harlan
8. Tripsacum jalapense De Wet & Brink
9. Tripsacum lanceolatum E.Fourn.
10. Tripsacum latifolium Hitchc.
11. Tripsacum laxum Nash
12. Tripsacum maizar Hern.-Xol. & Randolph
13. Tripsacum manisuroides De Wet & J.R.Harlan
14. Tripsacum peruvianum De Wet & Timothy
15. Tripsacum pilosum Scribn. & Merr.
16. Tripsacum zopilotense Hern.-Xol. & Randolph